# Charles Van Lerberghe
Charles Van Lerberghe (Gent, 21 oktober 1861 - Brussel, 26 oktober 1907) was een Belgisch, Franstalig dichter en schrijver van korte verhalen en toneelstukken. Van Lerberghe wordt gerekend tot de symbolistische literaire beweging. 

## Levensloop
Charles Van Lerberghe werd geboren in een Gentse bourgeoisfamilie.
Zijn vader overleed in 1868, Charles was toen 7 jaar oud.
Van 1867 tot 1870 liep hij school in het Sint-Amanduscollege (Gent).
In 1870 ging hij naar het Sint-Barbaracollege (Gent), maar onderbrak er zijn studies een jaar later om gezondheidsredenen.
In 1872 overleed zijn moeder en werd hij door zijn voogd Désiré van den Hove (een oom van Maurice Maeterlinck) naar het College van de  Jozefieten in Melle gestuurd.
In 1875 ging hij opnieuw naar het Sint-Barbaracollege, waar hij de klasgenoot werd van Maurice Maeterlinck en Grégoire Le Roy.  Daar schreef hij zijn eerste gedichten, waaronder een ode aan de Onbevlekte Ontvangenis van Maria. 
Van 1879 tot begin 1882 studeerde hij Letteren en Wijsbegeerte aan de Universiteit Gent, maar onderbrak zijn studies.
In 1886 werd hij door Georges Rodenbach in de La Jeune Belgique voorgesteld aan de lezers, samen met Maeterlinck en Leroy en het jaar daarop in Le Parnasse.
In 1889 hervatte hij zijn studies, ditmaal aan de Vrije Universiteit Brussel, waar hij in 1894 een doctoraat in Letteren en Wijsbegeerte behaalde.
Van Lerberghe ging in Brussel wonen en tijdelijk ook in Bouillon, waarna hij gedurende twee jaar reisde, naar Londen, Berlijn, Dresden, München, Rome, Florence en Venetië (waar hij in 1901  een relatie begon met de Amerikaanse Béatrice Spurs).
Als hij in september 1906 op bezoek is bij zijn vriend Grégoire Le Roy in Sint-Jans-Molenbeek, krijgt hij een herseninfarct en blijft verlamd tot aan zijn dood. Hij ligt begraven op de Begraafplaats van Brussel in Evere.

## Werken
Hij schreef eerst een toneelstuk en een aantal losse gedichten waarvan vanaf 1886 een aantal gepubliceerd werden in het Parijse tijdschrift Pléiade.
In 1898 gaf hij zijn eerste dichtbundel uit: Entrevision. 
In 1904 kwam La Chanson d'Eve (geschreven in Bouillon) uit, waar Gabriel Fauré in 1906-1910 een reeks liederen op componeerde.

## Gedachtenis
Aan zijn geboortehuis in Gent is een gedenksteen geplaatst en in Schaarbeek, waar hij overleed,  is een straat naar hem genoemd.
- Bibsys: 90705193
- Biblioteca Nacional de España: XX1327265
- Bibliothèque nationale de France: cb12021384s (data)
- Catàleg d'autoritats de noms i títols de Catalunya: 981058524220106706
- CiNii: DA02004884
- Digitale Bibliotheek voor de Nederlandse Letteren: lerb001
- Gemeinsame Normdatei: 118865684
- International Standard Name Identifier: 0000 0001 1028 1932
- Library of Congress Control Number: n84111893
- Nationale Bibliotheek van Letland: 000184079
- MusicBrainz: 38653cbe-eb22-4c71-abc8-fe0001c8a124
- Nationale Bibliotheek van Tsjechië: kup20000000105756
- Nationale bibliotheek van Australië: 35774307
- Nationale Bibliotheek van Israël: 987007277799205171
- Nationale Bibliotheek van Polen: a0000002647164
- Nationale en Universitaire bibliotheek Zagreb: 000492313
- Nederlandse Thesaurus van Auteursnamen: 069209103
- Réseau des bibliothèques de Suisse occidentale: 02-A012344416
- Istituto Centrale per il Catalogo Unico: CUBV044717
- Système universitaire de documentation: 028363086
- Trove: 1081282
- Virtual International Authority File: 64018563
- WorldCat: E39PBJtXbvYqRbXyT6c6wD3bBP